# قرو (روستا)
 قرو  به عربی ( الَقرُو )، روستایی است در دهستان عرقوب از توابع استان مَحویت در کشور یمن در شبه جزیره عربستان.

## جمعیت
جمعیت آن (۶۰ ) نفر (۷ خانوار) می‌باشد.